# Giuliana Olmos
Giuliana Marion Olmos Dick (ur. 4 marca 1993 w Schwarzach im Pongau) – meksykańska tenisistka, finalistka US Open 2021 w grze mieszanej, reprezentantka kraju w rozgrywkach Pucharu Billie Jean King.

## Kariera tenisowa
W rozgrywkach zawodowych zadebiutowała w kwietniu 2008 roku, w turnieju rangi ITF w meksykańskim Mazatlán, gdzie przegrała w pierwszej rundzie z chorwacką tenisistką Indire Akiki 2:6, 4:6.
W zawodach cyklu WTA Tour Meksykanka wygrała sześć turniejów w grze podwójnej z szesnastu rozegranych finałów. Osiągnęła też dwa deblowe finały w zawodach cyklu WTA 125. Na swoim koncie ma również jedenaście wygranych turniejów rangi ITF. W grze pojedynczej wygrane 4 turnieje rangi ITF.
W 2021 roku podczas US Open osiągnęła finał miksta. Razem z Marcelo Arévalo przegrali w meczu mistrzowskim 5:7, 2:6 z Desirae Krawczyk i Joem Salisburym.

## Historia występów wielkoszlemowych
Legenda
     W, wygrany turniej
     F, przegrana w finale
     SF, przegrana w półfinale
     QF, przegrana w ćwierćfinale
     xR, przegrana w x rundzie
     Qx, przegrana w x rundzie kwalifikacji
     A, brak startu
     NH, turniej nie odbył się

### Występy w grze pojedynczej
Giuliana Olmos nigdy nie startowała w rozgrywkach gry pojedynczej podczas turniejów wielkoszlemowych.
| Sezon                  | 2008 | 2009 | 2010 | 2011 | 2012 | 2013 | 2014 | 2015 | 2016 | 2017 | 2018 | 2019 | 2020 | 2021 | 2022 | 2023 |
| ---------------------- | ---- | ---- | ---- | ---- | ---- | ---- | ---- | ---- | ---- | ---- | ---- | ---- | ---- | ---- | ---- | ---- |
| Ranking na koniec roku | –    | –    | –    | –    | –    | –    | –    | 574  | 728  | 376  | 536  | 344  | 472  | 669  | 731  | –    |

### Występy w grze podwójnej
| Australian Open        | A | A | A | A | A | A | A | A   | A   | A   | A  | A  | A  | QF | 2R | 3R | 2R | 1R | 0 / 5  | 7 – 5   |  |  |  |  |  |  |  |
| French Open            | A | A | A | A | A | A | A | A   | A   | A   | A  | 1R | 2R | 3R | 3R | 3R | QF |    | 0 / 6  | 9 – 6   |  |  |  |  |  |  |  |
| Wimbledon              | A | A | A | A | A | A | A | A   | A   | A   | 1R | 2R | NH | 3R | 3R | 1R | 1R |    | 0 / 6  | 4 – 5   |  |  |  |  |  |  |  |
| US Open                | A | A | A | A | A | A | A | A   | A   | A   | A  | 1R | 1R | 1R | QF | 2R | 2R |    | 0 / 6  | 5 – 6   |  |  |  |  |  |  |  |
|                        |   |   |   |   |   |   |   |     |     |     |    |    |    |    |    |    |    |    |        |         |  |  |  |  |  |  |  |
| Ranking na koniec roku | – | – | – | – | – | – | – | 997 | 759 | 101 | 85 | 74 | 61 | 18 | 8  | 25 | 34 |    | 0 / 23 | 25 – 22 |  |  |  |  |  |  |  |

### Występy w grze mieszanej
| Australian Open | A | A | A | A | A | A | A | A | A | A | A | A | A  | A  | 2R | 2R | 1R | 1R | 0 / 4  | 2 – 4   |  |  |  |  |  |  |  |
| French Open     | A | A | A | A | A | A | A | A | A | A | A | A | NH | SF | 1R | 2R | A  |    | 0 / 3  | 3 – 2   |  |  |  |  |  |  |  |
| Wimbledon       | A | A | A | A | A | A | A | A | A | A | A | A | NH | 1R | 1R | 1R | F  |    | 0 / 4  | 4 – 4   |  |  |  |  |  |  |  |
| US Open         | A | A | A | A | A | A | A | A | A | A | A | A | NH | F  | 1R | 2R | 2R |    | 0 / 4  | 6 – 4   |  |  |  |  |  |  |  |
|                 |   |   |   |   |   |   |   |   |   |   |   |   |    |    |    |    |    |    |        |         |  |  |  |  |  |  |  |
|                 |   |   |   |   |   |   |   |   |   |   |   |   |    |    |    |    |    |    | 0 / 15 | 15 – 14 |  |  |  |  |  |  |  |

## Finały turniejów WTA
| Legenda                     | Legenda |
| --------------------------- | ------- |
| Wielki Szlem                |         |
| Igrzyska olimpijskie        |         |
| WTA Tour Championships      |         |
| 2009 – 2020                 |         |
| WTA Premier Mandatory       |         |
| WTA Premier 5               |         |
| WTA Premier                 |         |
| WTA International Series    |         |
| WTA 125K series (2012–2020) |         |
| od 2021                     |         |
| WTA 1000 (obowiązkowe)      |         |
| WTA 1000 (nieobowiązkowe)   |         |
| WTA 500                     |         |
| WTA 250                     |         |
| WTA 125                     |         |

### Gra podwójna 18 (7–11)
| Końcowy wynik | Nr  | Data                 | Turniej     | Nawierzchnia   | Partnerka                | Przeciwniczki                                    | Wynik finału      |
| ------------- | --- | -------------------- | ----------- | -------------- | ------------------------ | ------------------------------------------------ | ----------------- |
| Finalistka    | 1.  | 8 kwietnia 2018      | Monterrey   | Twarda         | Desirae Krawczyk         | Naomi Broady Sara Sorribes Tormo                 | 6:3, 4:6, 8–10    |
| Finalistka    | 2.  | 2 marca 2019         | Acapulco    | Twarda         | Desirae Krawczyk         | Wiktoryja Azaranka Zheng Saisai                  | 1:6, 2:6          |
| Zwyciężczyni  | 1.  | 16 czerwca 2019      | Nottingham  | Trawiasta      | Desirae Krawczyk         | Ellen Perez Arina Rodionowa                      | 7:5, 7:6(5)       |
| Finalistka    | 3.  | 21 września 2019     | Kanton      | Twarda         | Alexa Guarachi           | Peng Shuai Laura Siegemund                       | 2:6, 1:6          |
| Zwyciężczyni  | 2.  | 29 lutego 2020       | Acapulco    | Twarda         | Desirae Krawczyk         | Kateryna Bondarenko Sharon Fichman               | 6:3, 7:6(5)       |
| Finalistka    | 4.  | 13 marca 2021        | Guadalajara | Twarda         | Desirae Krawczyk         | Ellen Perez Astra Sharma                         | 4:6, 4:6          |
| Zwyciężczyni  | 3.  | 16 maja 2021         | Rzym        | Ceglana        | Sharon Fichman           | Kristina Mladenovic Markéta Vondroušová          | 4:6, 7:5, 10–5    |
| Zwyciężczyni  | 4.  | 7 maja 2022          | Madryt      | Ceglana        | Gabriela Dabrowski       | Desirae Krawczyk Demi Schuurs                    | 7:6(1), 5:7, 10–7 |
| Finalistka    | 5.  | 15 maja 2022         | Rzym        | Ceglana        | Gabriela Dabrowski       | Wieronika Kudiermietowa Anastasija Pawluczenkowa | 6:1, 4:6, 7–10    |
| Zwyciężczyni  | 5.  | 25 września 2022     | Tokio       | Twarda         | Gabriela Dabrowski       | Nicole Melichar-Martinez Ellen Perez             | 6:4, 6:4          |
| Finalistka    | 6.  | 16 października 2022 | San Diego   | Twarda         | Gabriela Dabrowski       | Coco Gauff Jessica Pegula                        | 6:1, 5:7, 4–10    |
| Finalistka    | 7.  | 9 kwietnia 2023      | Charleston  | Ceglana        | Ena Shibahara            | Danielle Collins Desirae Krawczyk                | 6:0, 4:6, 12–14   |
| Finalistka    | 8.  | 23 kwietnia 2023     | Stuttgart   | Ceglana (hala) | Nicole Melichar-Martinez | Desirae Krawczyk Demi Schuurs                    | 4:6, 1:6          |
| Finalistka    | 9.  | 27 maja 2023         | Strasburg   | Ceglana        | Desirae Krawczyk         | Xu Yifan Yang Zhaoxuan                           | 3:6, 2:6          |
| Finalistka    | 10. | 8 października 2023  | Pekin       | Twarda         | Chan Hao-ching           | Marie Bouzková Sara Sorribes Tormo               | 6:3, 0:6, 4–10    |
| Zwyciężczyni  | 6.  | 13 stycznia 2024     | Hobart      | Twarda         | Chan Hao-ching           | Guo Hanyu Jiang Xinyu                            | 6:3, 6:3          |
| Finalistka    | 11. | 24 sierpnia 2024     | Monterrey   | Twarda         | Aleksandra Panowa        | Guo Hanyu Monica Niculescu                       | 6:3, 3:6, 4–10    |
| Zwyciężczyni  | 7.  | 2 lutego 2025        | Singapur    | Twarda (hala)  | Desirae Krawczyk         | Wang Xinyu Zheng Saisai                          | 7:5, 6:0          |

### Gra mieszana 2 (0–2)
| Końcowy wynik | Nr | Data             | Turniej   | Nawierzchnia | Partner           | Przeciwnicy                    | Wynik finału |
| ------------- | -- | ---------------- | --------- | ------------ | ----------------- | ------------------------------ | ------------ |
| Finalistka    | 1. | 11 września 2021 | US Open   | Twarda       | Marcelo Arévalo   | Desirae Krawczyk Joe Salisbury | 5:7, 2:6     |
| Finalistka    | 2. | 14 lipca 2024    | Wimbledon | Trawiasta    | Santiago González | Hsieh Su-wei Jan Zieliński     | 4:6, 2:6     |

## Finały turniejów WTA 125

### Gra podwójna 2 (0–2)
| Końcowy wynik | Nr | Data              | Turniej   | Nawierzchnia | Partnerka        | Przeciwniczki                 | Wynik finału   |
| ------------- | -- | ----------------- | --------- | ------------ | ---------------- | ----------------------------- | -------------- |
| Finalistka    | 1. | 17 listopada 2018 | Houston   | Twarda       | Desirae Krawczyk | Maegan Manasse Jessica Pegula | 6:7(8), 0:6    |
| Finalistka    | 2. | 21 maja 2023      | Florencja | Ceglana      | Asia Muhammad    | Vivian Heisen Ingrid Neel     | 6:1, 2:6, 8–10 |

## Występy w Turnieju Mistrzyń

### W grze podwójnej
| Rok  | Rezultat     | Partnerka          | Przeciwniczki                                                                                             | Wynik                                   |
| 2021 | Faza grupowa | Sharon Fichman     | Barbora Krejčíková Kateřina Siniaková Alexa Guarachi Desirae Krawczyk Hsieh Su-wei Elise Mertens          | 4:6, 1:6 6:0, 3:6, 9–11 4:6, 6:7(3)     |
| 2022 | Faza grupowa | Gabriela Dabrowski | Anna Danilina Beatriz Haddad Maia Ludmyła Kiczenok Jeļena Ostapenko Wieronika Kudiermietowa Elise Mertens | 5:7, 0:6 7:6(5), 2:6, 12–10 6:7(5), 2:6 |

## Historia występów w turniejach WTA
| W  | = zwycięstwo                   |
| F  | = finał                        |
| SF | = półfinał                     |
| QF | = ćwierćfinał                  |
| xR | = x runda (x – numer rundy)    |
| LQ | = odpadła w kwalifikacjach     |
| A  | = nie uczestniczyła w turnieju |
| NH | = turniej nie odbywał się      |

| a    | Uwzględniono tylko mecze rozegrane w głównej drabince turnieju.                                                                                     |
| b    | Uwzględniono tylko turnieje, w których zawodniczka wystąpiła.                                                                                       |
|      | |
| c    | Statystyki całej kariery uwzględniają wyniki w turniejach WTA, ITF, kwalifikacjach do tych turniejów oraz spotkania rozegrane w Pucharze Federacji. |
|      | |
| Q    | Do turnieju głównego dostała się przez kwalifikacje.                                                                                                |
| P5   | Turniej w danym roku miał rangę WTA Premier 5. |
| P    | Turniej w danym roku miał rangę WTA Premier |
| 1000 | Turniej w danym roku miał rangę WTA 1000. |
| 500  | Turniej w danym roku miał rangę WTA 500. |

### W grze pojedynczej
Giuliana Olmos nigdy nie wystąpiła w turnieju rangi WTA 1000, a tylko cztery razy w karierze zagrała w głównej drabince turnieju niższej rangi WTA Tour.

### W grze podwójnej
| Turniej                    | Kategoria w latach 2009–2020 | 2008                       | 2009                       | 2010                       | 2011                       | 2012                       | 2013                       | 2014                       | 2015                       | 2016                       | 2017                       | 2018                       | 2019                       | 2020                       | 2021                       | 2022                       | 2023                       | 2024                       | 2025                       | Tytuły                     | Z–Pa                       |                            |                            |                            |                            |                            |                            |
| Mistrzostwa kończące sezon | Mistrzostwa kończące sezon   | Mistrzostwa kończące sezon | Mistrzostwa kończące sezon | Mistrzostwa kończące sezon | Mistrzostwa kończące sezon | Mistrzostwa kończące sezon | Mistrzostwa kończące sezon | Mistrzostwa kończące sezon | Mistrzostwa kończące sezon | Mistrzostwa kończące sezon | Mistrzostwa kończące sezon | Mistrzostwa kończące sezon | Mistrzostwa kończące sezon | Mistrzostwa kończące sezon | Mistrzostwa kończące sezon | Mistrzostwa kończące sezon | Mistrzostwa kończące sezon | Mistrzostwa kończące sezon | Mistrzostwa kończące sezon | Mistrzostwa kończące sezon | Mistrzostwa kończące sezon | Mistrzostwa kończące sezon | Mistrzostwa kończące sezon | Mistrzostwa kończące sezon | Mistrzostwa kończące sezon | Mistrzostwa kończące sezon | Mistrzostwa kończące sezon |
| -------------------------- | ---------------------------- | -------------------------- | -------------------------- | -------------------------- | -------------------------- | -------------------------- | -------------------------- | -------------------------- | -------------------------- | -------------------------- | -------------------------- | -------------------------- | -------------------------- | -------------------------- | -------------------------- | -------------------------- | -------------------------- | -------------------------- | -------------------------- | -------------------------- | -------------------------- | -------------------------- | -------------------------- | -------------------------- | -------------------------- | -------------------------- | -------------------------- |
| WTA Finals                 | WTA Finals                   | A                          | A                          | A                          | A                          | A                          | A                          | A                          | A                          | A                          | A                          | A                          | A                          | NH                         | RR                         | RR                         | A                          | A                          |                            | 0 / 2                      | 1 – 5                      |                            |                            |                            |                            |                            |                            |
| Turnieje WTA 1000          |                              |                            |                            |                            |                            |                            |                            |                            |                            |                            |                            |                            |                            |                            |                            |                            |                            |                            |                            |                            |                            |                            |                            |                            |                            |                            |                            |
| Dubaj                      | Premier 5/Premier            | K2                         | A                          | A                          | A                          | P                          | P                          | P                          | A                          | P                          | A                          | P                          | A                          | P                          | A                          | 500                        | 2R                         | 2R                         | 2R                         | 0 / 3                      | 2 – 3                      |                            |                            |                            |                            |                            |                            |
| Doha                       | Premier 5/Premier            | A                          | NH                         | NH                         | P                          | A                          | A                          | A                          | P                          | A                          | P                          | A                          | P                          | A                          | 500                        | 2R                         | 500                        | 1R                         | 1R                         | 0 / 3                      | 0 – 3                      |                            |                            |                            |                            |                            |                            |
| Indian Wells               | Premier Mandatory            | A                          | A                          | A                          | A                          | A                          | A                          | A                          | A                          | A                          | A                          | A                          | A                          | NH                         | 2R                         | SF                         | 1R                         | 1R                         |                            | 0 / 4                      | 4 – 4                      |                            |                            |                            |                            |                            |                            |
| Miami                      | Premier Mandatory            | A                          | A                          | A                          | A                          | A                          | A                          | A                          | A                          | A                          | A                          | A                          | A                          | NH                         | SF                         | 2R                         | 2R                         | 1R                         |                            | 0 / 4                      | 5 – 4                      |                            |                            |                            |                            |                            |                            |
| Madryt                     | Premier Mandatory            | NH                         | A                          | A                          | A                          | A                          | A                          | A                          | A                          | A                          | A                          | A                          | A                          | NH                         | 2R                         | W                          | 2R                         | 1R                         |                            | 1 / 4                      | 6 – 3                      |                            |                            |                            |                            |                            |                            |
| Rzym                       | Premier 5                    | A                          | A                          | A                          | A                          | A                          | A                          | A                          | A                          | A                          | A                          | A                          | A                          | 1R                         | W                          | F                          | 1R                         | QF                         |                            | 1 / 5                      | 10 – 4                     |                            |                            |                            |                            |                            |                            |
| Montreal/Toronto           | Premier 5                    | A                          | A                          | A                          | A                          | A                          | A                          | A                          | A                          | A                          | A                          | A                          | A                          | NH                         | A                          | SF                         | 1R                         | QF                         |                            | 0 / 3                      | 4 – 3                      |                            |                            |                            |                            |                            |                            |
| Cincinnati                 | Premier 5                    | Kat.3                      | A                          | A                          | A                          | A                          | A                          | A                          | A                          | A                          | A                          | A                          | A                          | 1R                         | A                          | QF                         | SF                         | 1R                         |                            | 0 / 4                      | 5 – 4                      |                            |                            |                            |                            |                            |                            |
| Tokio/ Wuhan               | Premier 5                    | A                          | A                          | A                          | A                          | A                          | A                          | A                          | A                          | A                          | A                          | A                          | A                          | Nie rozegrano              | Nie rozegrano              | Nie rozegrano              | Nie rozegrano              | 1R                         |                            | 0 / 1                      | 0 – 1                      |                            |                            |                            |                            |                            |                            |
| Pekin                      | Premier Mandatory            | A                          | A                          | A                          | A                          | A                          | A                          | A                          | A                          | A                          | A                          | A                          | A                          | Nie rozegrano              | Nie rozegrano              | Nie rozegrano              | F                          | 2R                         |                            | 0 / 2                      | 5 – 2                      |                            |                            |                            |                            |                            |                            |
| Guadalajara                | –                            | Nie rozegrano              | Nie rozegrano              | Nie rozegrano              | Nie rozegrano              | Nie rozegrano              | Nie rozegrano              | Nie rozegrano              | Nie rozegrano              | Nie rozegrano              | Nie rozegrano              | Nie rozegrano              | Nie rozegrano              | Nie rozegrano              | Nie rozegrano              | QF                         | 1R                         | 500                        |                            | 0 / 2                      | 1 – 2                      |                            |                            |                            |                            |                            |                            |
|                            |                              |                            |                            |                            |                            |                            |                            |                            |                            |                            |                            |                            |                            |                            |                            |                            |                            |                            |                            | 2 / 35                     | 42 – 33                    |                            |                            |                            |                            |                            |                            |

## Finały turniejów ITF
| turnieje z pulą nagród 100 000 $ |
| turnieje z pulą nagród 80 000 $  |
| turnieje z pulą nagród 60 000 $  |
| turnieje z pulą nagród 25 000 $  |
| turnieje z pulą nagród 15 000 $  |
| turnieje z pulą nagród 10 000 $  |

### Gra pojedyncza 5 (4–1)
| Rezultat     |    | Data       | Turniej        | ($)    | Naw.   | Przeciwniczka    | Wynik            |
| Zwyciężczyni | 1. | 07/06/2015 | Manzanillo     | 10 000 | Twarda | Fernanda Brito   | 4:6, 7:6(5), 6:0 |
| Zwyciężczyni | 2. | 14/06/2015 | Manzanillo     | 10 000 | Twarda | Gaia Sanesi      | 6:1, 6:2         |
| Zwyciężczyni | 3. | 28/06/2015 | Manzanillo     | 10 000 | Twarda | Nazari Urbina    | 5:7, 6:2, 7:5    |
| Zwyciężczyni | 4. | 15/01/2017 | Fort-de-France | 15 000 | Twarda | Monica Kilnarová | 7:5, 6:1         |
| Finalistka   | 1. | 22/01/2017 | Petit-Bourg    | 15 000 | Twarda | Mayo Hibi        | 3:6, 0:6         |

### Gra podwójna 21 (11–10)
| Rezultat     |     | Data       | Turniej                   | ($)     | Naw.   | Partnerka         | Przeciwniczki                       | Wynik             |
| Finalistka   | 1.  | 13/06/2015 | Manzanillo                | 10 000  | Twarda | Constanza Gorches | Camila Fuentes Francesca Segarelli  | 6:2, 4:6, 5–10    |
| Finalistka   | 2.  | 08/08/2015 | Fort Worth                | 10 000  | Twarda | Jessica Ho        | Josie Kuhlman Maegan Manasse        | 4:6, 4:6          |
| Finalistka   | 3.  | 08/08/2015 | Stillwater                | 25 000  | Twarda | Nazari Urbina     | Emina Bektas Ronit Yurovsky         | 4:6, 7:6(6), 6–10 |
| Zwyciężczyni | 1.  | 15/01/2017 | Fort-de-France            | 15 000  | Twarda | Desirae Krawczyk  | Sara Cakarevic Emmanuelle Salas     | 6:3, 6:2          |
| Zwyciężczyni | 2.  | 28/01/2017 | Saint-Martin              | 15 000  | Twarda | Desirae Krawczyk  | Chayenne Ewijk Rosalie van der Hoek | 6:1, 6:1          |
| Zwyciężczyni | 3.  | 15/04/2017 | Irapuato                  | 25 000  | Twarda | Desirae Krawczyk  | Ronit Yurovsky Marcela Zacarías     | 6:1, 6:0          |
| Zwyciężczyni | 4.  | 19/05/2017 | Inczon                    | 25 000  | Twarda | Desirae Krawczyk  | Choi Ji-hee Kim Na-ri               | 6:3, 2:6, 10–8    |
| Zwyciężczyni | 5.  | 17/06/2017 | Sumter                    | 25 000  | Twarda | Kaitlyn Christian | Ellen Perez Luisa Stefani           | 6:2, 3:6, 10–7    |
| Zwyciężczyni | 6.  | 29/07/2017 | Sacramento                | 60 000  | Twarda | Desirae Krawczyk  | Jovana Jakšić Wiera Łapko           | 6:1, 6:2          |
| Zwyciężczyni | 7.  | 05/08/2017 | Fort Worth                | 25 000  | Twarda | Ellen Perez       | Miharu Imanishi Ayaka Okuno         | 6:4, 6:3          |
| Finalistka   | 4.  | 19/08/2017 | Vancouver                 | 100 000 | Twarda | Desirae Krawczyk  | Jessica Moore Jocelyn Rae           | 1:6, 5:7          |
| Finalistka   | 5.  | 23/09/2017 | Tampico                   | 100 000 | Twarda | Kaitlyn Christian | Caroline Dolehide María Irigoyen    | 4:6, 4:6          |
| Zwyciężczyni | 8.  | 01/10/2017 | Templeton                 | 60 000  | Twarda | Kaitlyn Christian | Viktorija Golubic Amra Sadiković    | 7:5, 6:3          |
| Finalistka   | 6.  | 17/03/2018 | Irapuato                  | 25 000  | Twarda | Desirae Krawczyk  | Alexa Guarachi Erin Routliffe       | 6:4, 2:6, 6–10    |
| Zwyciężczyni | 9.  | 27/05/2018 | Les Franqueses del Vallès | 25 000  | Twarda | Laura Pigossi     | Raluca Șerban Pranjala Yadlapalli   | 6:4, 6:4          |
| Finalistka   | 7.  | 13/07/2018 | Budapeszt                 | 100 000 | Twarda | Kaitlyn Christian | Alexandra Cadanțu Chantal Škamlová  | 1:6, 3:6          |
| Zwyciężczyni | 10. | 18/08/2018 | Vancouver                 | 100 000 | Twarda | Desirae Krawczyk  | Kateryna Kozłowa Arantxa Rus        | 6:2, 7:5          |
| Finalistka   | 8.  | 03/11/2018 | Tyler                     | 80 000  | Twarda | Desirae Krawczyk  | Nicole Gibbs Asia Muhammad          | 6:3, 3:6, 12–14   |
| Zwyciężczyni | 11. | 30/10/2021 | Tyler                     | 80 000  | Twarda | Marcela Zacarías  | Misaki Doi Katarzyna Kawa           | 7:5, 1:6, 10–5    |
| Finalistka   | 9.  | 05/03/2022 | Arcadia                   | 60 000  | Twarda | Harriet Dart      | Ashlyn Krueger Robin Montgomery     | walkower          |
| Finalistka   | 10. | 08/10/2022 | Rancho Santa Fe           | 80 000  | Twarda | Marcela Zacarías  | Elvina Kalieva Katarzyna Kawa       | 1:6, 6:3, 2–10    |